# East Hertfordshire

Localisation du East Hertfordshire

Le East Hertfordshire est un district non métropolitain du Hertfordshire, en Angleterre. Le conseil de district siège à Bishop's Stortford et Hertford. Les autres principales villes du district sont Ware, Buntingford et Sawbridgeworth.
Le district est créé le 1er avril 1974, par le Local Government Act de 1972. Il est issu de la fusion du district municipal de Hertford avec les districts urbains de Bishop's Stortford, Sawbridgeworth et Ware, les districts ruraux de Braughing et de Ware, et une partie du district rural de Hertford. C'est le plus vaste des dix districts du Hertfordshire.

## Paroisses civiles
Ce district est entièrement découpé en paroisses.
- Albury
- Anstey
- Ardeley
- Aspenden
- Aston
- Bayford
- Bengeo Rural
- Benington
- Bishop's Stortford (ville)
- Bramfield
- Braughing
- Brent Pelham
- Brickendon Liberty
- Buckland
- Buntingford (ville)
- Cottered
- Datchworth
- Eastwick
- Furneux Pelham
- Gilston
- Great Amwell
- Great Munden
- Hertford (ville)
- Hertford Heath
- Hertingfordbury
- High Wych
- Hormead
- Hunsdon
- Little Berkhamsted
- Little Hadham
- Little Munden
- Meesden
- Much Hadham
- Sacombe
- Sawbridgeworth (ville)
- Standon
- Stanstead Abbots
- Stanstead St Margarets
- Stapleford
- Stocking Pelham
- Tewin
- Thorley
- Thundridge
- Walkern
- Ware (ville)
- Wareside
- Watton at Stone
- Westmill
- Widford
- Wyddial

## Source
- (en) Cet article est partiellement ou en totalité issu de l’article de Wikipédia en anglais intitulé « East Hertfordshire » (voir la liste des auteurs).